# 렉서스 NX
렉서스 NX(Lexus NX)는 일본의 자동차 메이커 토요타 자동차의 고급 브랜드인 렉서스의 전륜구동 기반 컴팩트 SUV이다. 차명인 NX는 Nimble Crossover의 머리 글자에서 따온 것이다. RAV4의 플랫폼을 이용한다.

### 1세대 (2014년~2021년)

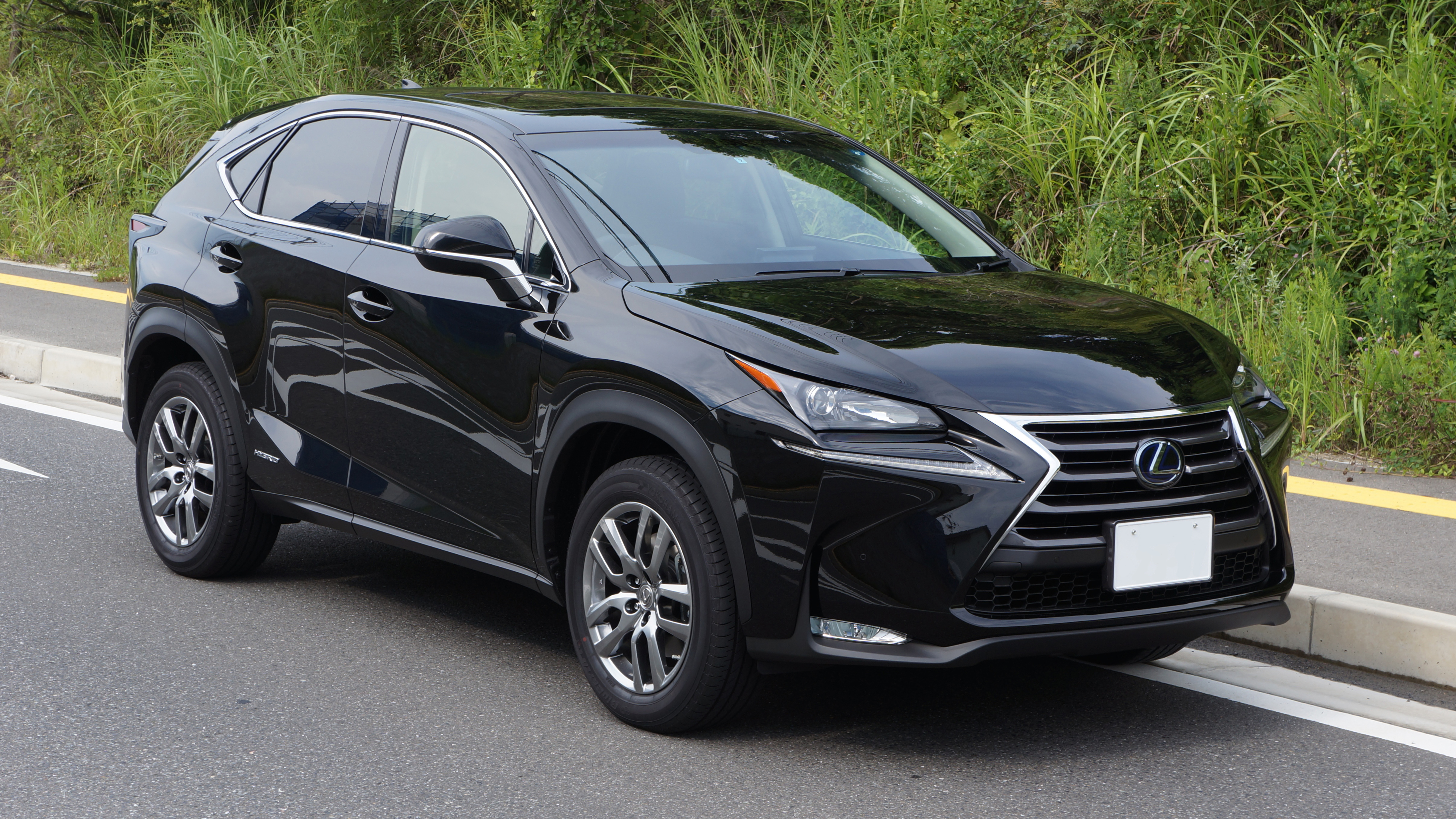
렉서스 NX(1세대) 하이브리드 정측면

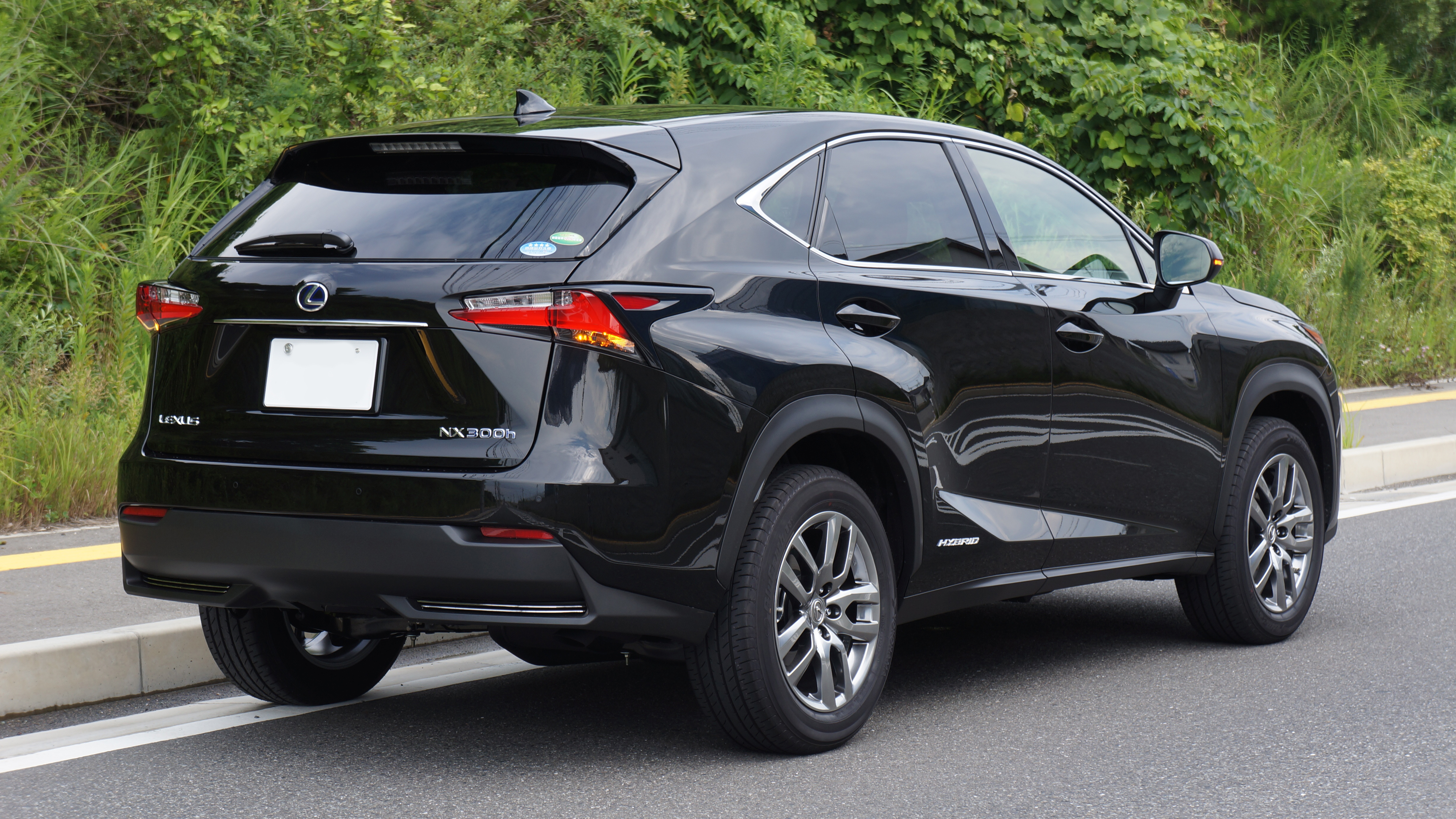
렉서스 NX(1세대) 하이브리드 후측면

2013년 9월에 열린 프랑크푸르트 국제 모터쇼에서 컨셉트 카인 LF-NX가 출품되었고, 2014년 4월에 북경 국제 자동차 박람회에서 양산형이 공개되었다. 같은 해 8월에 출시되었다.
대한민국에는 2.0리터 가솔린 터보와 2.5리터 가솔린 하이브리드를 판매했다.

### 2세대 (2021년~ 현재)

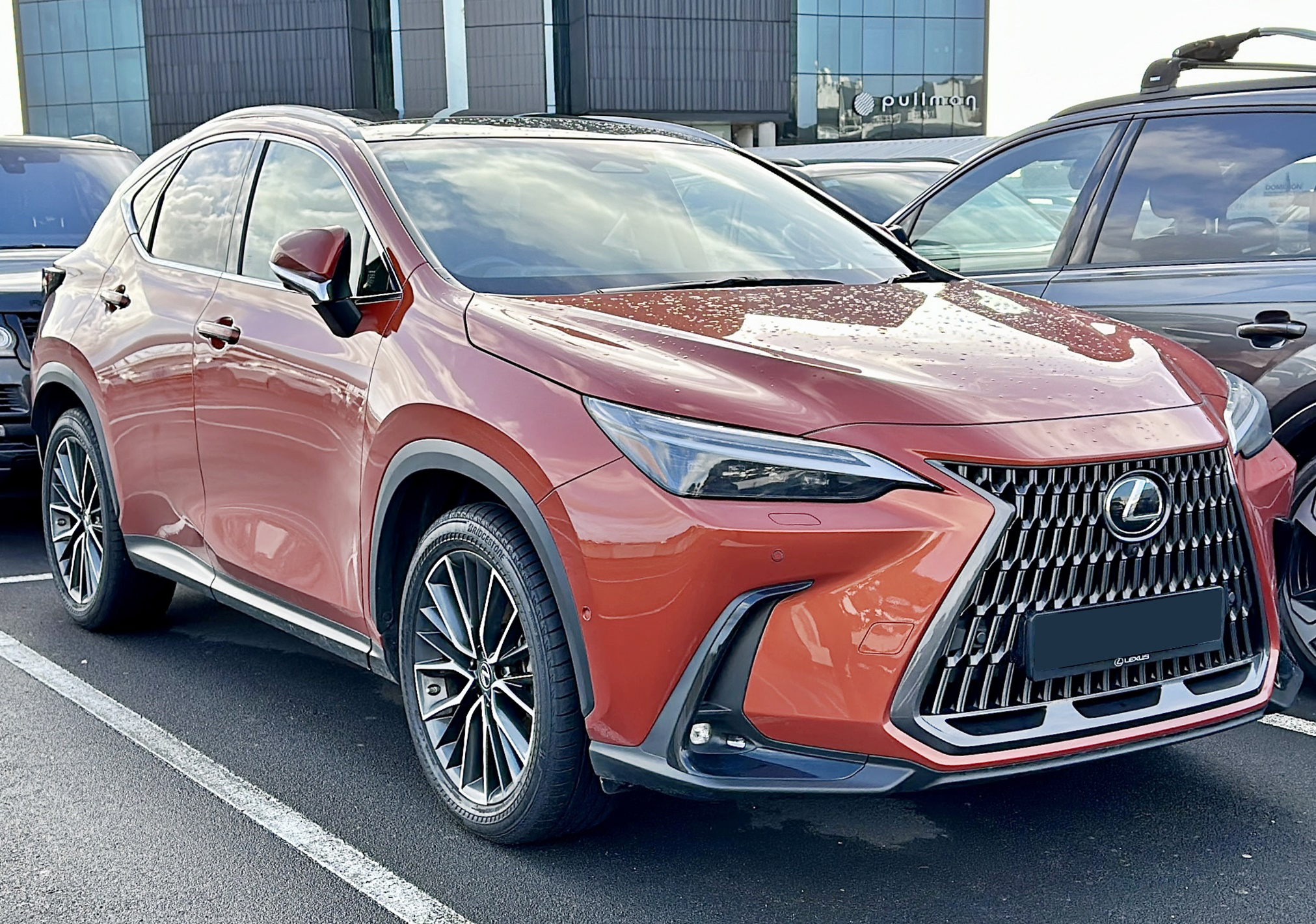
렉서스 NX(2세대) 하이브리드 정측면

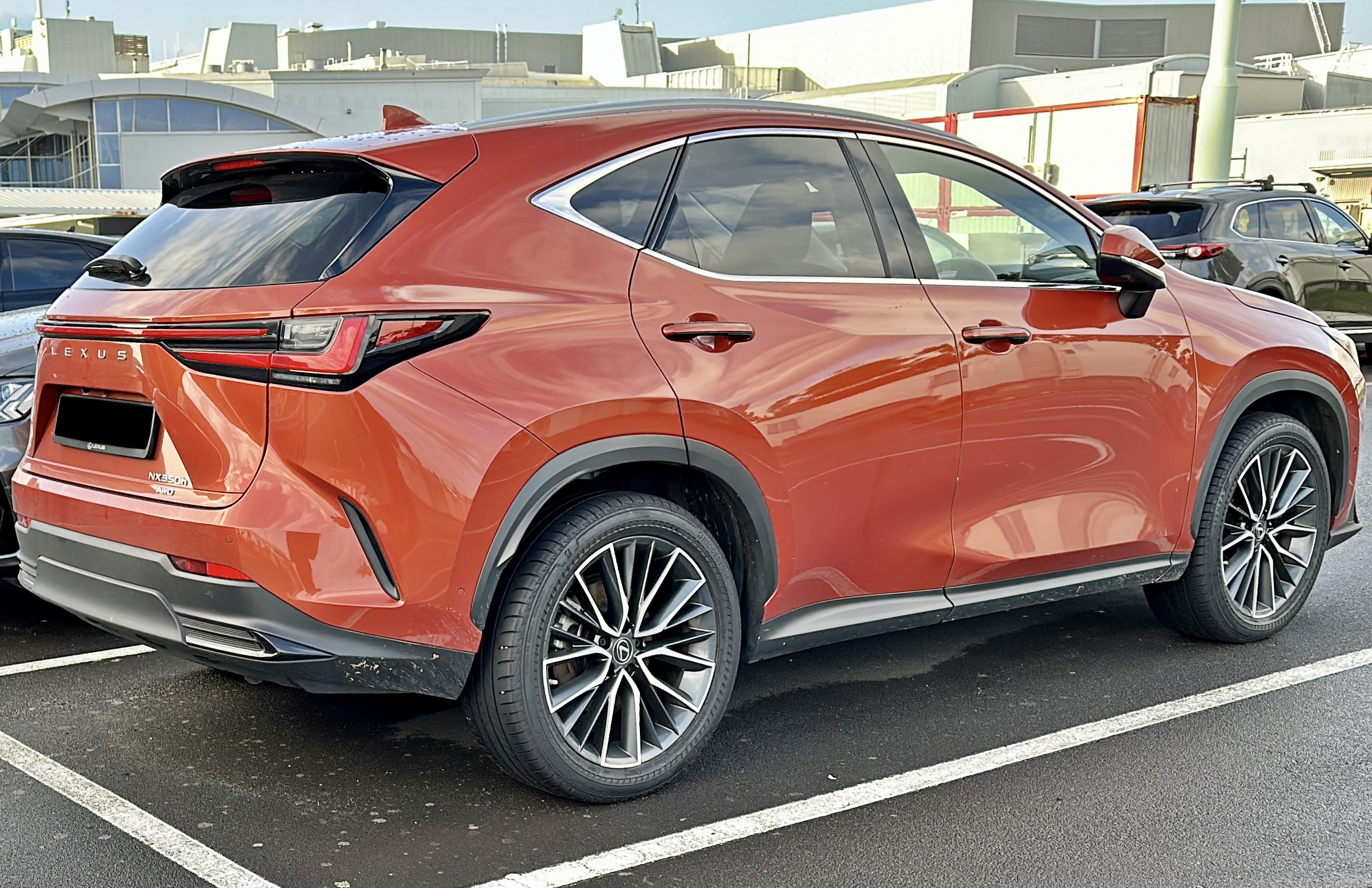
렉서스 NX(2세대) 하이브리드 후측면

가솔린 하이브리드와 플러그인 하이브리드가 나온다. 플러그인 하이브리드의 전기 충전구는 앞 팬더가 아닌 뒤쪽에 있다. 뒤쪽을 정면으로 보았을 때 기준으로 좌측이 연료 주입구, 우측이 전기 충전구다.